# Рымовцы
Ры́мовцы (бел. Рымаўцы) — деревня в составе Глушанского сельсовета Бобруйского района Могилёвской области Республики Беларусь.

## История
До апреля 1960 года деревня являлась центром Рымовецкого сельсовета.
До 20 ноября 2013 года входила в состав Гороховского сельсовета.

## Население
- 1999 год — 46 человек
- 2010 год — 19 человек